# Adam Steigleder
Adam Steigleder (19 Février 1561 à Stuttgart ; † 8. Novembre 1633 à Stuttgart) est un compositeur et organiste allemand . 

## Biographie
Adam Steigleder est le troisième enfant d'Utz Steigleder († 1581), organiste de la cour et de la fondation de Stuttgart. Il a étudié avec Simon Lohet entre 1575 et 1578 et a poursuivi ses études à Rome de 1580 à 1583 grâce à une bourse du duc Louis de Wurtemberg . En 1583, Adam Steigleder devint organiste de la Collégiale de Stuttgart et en 1586, il reçoit des vacances de voyage, qu'il utilise peut-être pour poursuivre ses études à Rome. Après son mariage à Stuttgart en juin, il est organiste à la Michaelskirche Schwäbisch Hall à partir d'octobre 1592. En 1595, après une audition réussie, il devient finalement organiste à la cathédrale d'Ulm . En 1625, il retourna à Stuttgart. 
Les seules compositions d'Adam Steigleder qui subsistent sont un passamezzo avec trois variations et un toccata primi toni . Une troisième œuvre, une Fuga colorata transmise sous son nom, qui est contenue dans Johann Woltz: Nova musices organicae Tabulatura (Bâle, 1617), peut avoir été créée par Giovanni Gabrieli . 
Johann Ulrich Steigleder, fils d'Adam Steigleders, était également compositeur et organiste, u.   une. à la Stiftskirche Stuttgart. 